# Pores per inch
Pores per inch (abgekürzt ppi; auf Deutsch Poren pro Zoll) ist eine international übliche Maßeinheit, die vorzugsweise im Bereich der Filtermaterialien angewendet wird. Sie kennzeichnet einerseits die Durchlässigkeit solcher Materialien und andererseits ihr Rückhaltevermögen für Verunreinigungen.